# Дефлегматор
Дефлегматор (в народі сухопарник) — пристрій, що використовує в роботі принцип дефлегмації.
Дефлегмація (від лат. de- — префікс, що виражає відокремлення, усунення та ін. вологи -грец. φλέγμα — мокрота, волога) — часткова конденсація сумішей різних парів і газів з метою збагачення їх низькокиплячими компонентами

## Принцип роботи
Найбільш поширене застосування дефлегматорів при отриманні спиртових сумішей.
Принцип роботи дефлегматора полягає в наступному.
Температура кипіння більшості шкідливих домішок вище, ніж у корисного продукту (скажімо, етилового спирту). На різній висоті трубки дефлегматора різна температура. Його висота і температура нагрівання спирту підбирається таким чином, щоб у верхній частині дефлегматора постійно підтримувалася температура +78 градусів. При охолодженні пари, що піднімається вгору по трубці, відбувається її часткова конденсація і відповідно зниження температури. При зниженні температури пари вміст у ній низькокиплячого компонента (наприклад, спирту) зростає. Проміжний конденсат, що при цьому утворюється, (флегма) стікає назад в куб (колбу), а пара остаточно конденсується в холодильнику.
В саморобному побутовому сухопарнику відбувається той самий процес: потрапляючи в сухопарник першими, сивушні масла конденсуються, але більше не закипають, так як теплова енергія в дефлегматорі витрачається на випаровування більш легкої фракції — етилового спирту.
Існує багато різних видів дефлегматорів, які відрізняються по конструкції. Поєднання з таким пристроєм додаткового штучного охолодження в так званому холодильнику за допомогою, наприклад, проточної води, значно підвищує ефективність утворення флегми, а, отже, ККД установки.
Використання дефлегматора при перегонці спирту дозволяє скоротити число перегонів.
Часто дефлегматором невірно називають ланцюжок із двох суміжних пристроїв сухопарника і холодильника змійовикового типу, оскільки в холодильнику завершується відділення флегми (див. малюнок).

## Виготовлення
Зробити дефлегматор своїми руками можна зі звичайної скляної банки із кришкою, що відкручується (чи закочується ключем для домашньої консервації). Така конструкція підійде для самогонного апарату, виготовленого із звичайної алюмінієвої каструлі і змійовика.
Принцип дії подібного пристрою
- Пара при високій температурі виходить з каструлі і надходить всередину дефлегматора, де охолоджується до 78-85 градусів;
- Пари етилового спирту проходять далі в змійовик, а всі домішки, що мають вищу температуру кипіння, осідають на дні і стінках ємності.